# Jozua François Naudé
Jozua François "Tom" Naudé, född 15 april 1889 i Middelburg, Östra Kapprovinsen, död 31 maj 1969 i Kapstaden, var en sydafrikansk politiker (nationalistpartiet), delgrundare av Broederbond 1918 och senare landets president 1967–1968. Han var kommunikationsminister 1950–1954, hälsominister 1954–1958, finansminister 1958–1961 och slutligen senatens ordförande 1961–1967 vilket även innebär rollen som vicepresident och ansvarig att utöva president T.E. Dönges befogenheter sedan denne insjuknat i koma 1967. Den 79-årige Naudé valdes av parlamentet att formellt efterträda honom samma år men insjuknade själv en kort tid senare och efterträddes av Jacobus Johannes Fouché.